# Beatrice Winde
Beatrice Winde (* 5. Januar 1924 in Chicago, Illinois; † 3. Januar 2004 in New York City, New York; eigentlich Beatrice Lucille Williams) war eine US-amerikanische Schauspielerin.

## Leben
Beatrice Winde wurde 1924 als Beatrice Lucille Williams in Chicago geboren, wo sie auch aufwuchs und die Schule besuchte. Das farbige Mädchen wuchs als eines von vier Kindern von Marshall Turner Williams und dessen Ehefrau Elizabeth (Geburtsname: Crawford) auf. Ihr Vater war Friseur, ihre Mutter arbeitete als Stenografin und Sekretärin bei der National Association of Colored Women (NACW).
Sie besuchte die Lucy Flower High School, trat als Sängerin in Bands und im örtlichen Kirchenchor in Erscheinung und lernte am Chicago Conservatory of Music. Später studierte sie an der Yale University School of Music und gewann ein Stipendium. Dies ermöglichte ihr den Besuch der renommierten Juilliard School in New York. Dort wurde ihr Interesse für die Schauspielerei geweckt. Schon bald trat sie in Chicago in Theaterstücken auf und gewann für ihre Leistung in Horton Footes Drama The Young Man From Atlanta den Joseph-Jefferson-Preis. Als sie der Schauspielerorganisation Actors' Equity Association (AEA) beitrat, musste sie ihren Namen ändern, da dieser bereits belegt war. Daraufhin trat sie von nun an unter dem Künstlernamen Beatrice Winde auf.
Ab Anfang der 1960er Jahre arbeitete Winde an New Yorker Bühnen. Ihr Debüt am New Yorker Broadway feierte die Schauspielerin 1971 mit Gilbert Moses’ Musical Ain’t Supposed to Die a Natural Death am Ethel Barrymore Theatre. Die Produktion brachte es im Lauf von zehn Monaten auf über 300 Aufführungen und Winde erhielt den Theatre World Award und eine Nominierung für den Tony Award als Beste Nebendarstellerin. Parallel zu ihrer Theaterkarriere gab sie ihr Fernsehdebüt 1974 mit einer Nebenrolle in John Kortys preisgekrönten Drama Die Geschichte der Jane Pittman. Ein Jahr später feierte sie ihr Kinodebüt in Joseph Sargents Actionfilm Stoppt die Todesfahrt der U-Bahn 123 an der Seite von Walter Matthau und Robert Shaw. Daraufhin sollten bis 2001 über dreißig weitere Film- und Fernsehrollen folgen, fast ausschließlich Nebenrollen. Sie absolvierte unter anderem auch Gastauftritte in so bekannten Serien wie Die Bill Cosby Show (1992), New York Cops – NYPD Blue (1995), Law & Order (1991, 1992, 1994 und 2001) oder Die Sopranos (2000).
Beatrice Winde war mit ihrem Schauspielkollegen Raymound Stough verheiratet. Die Ehe wurde geschieden. Die Schauspielerin verstarb 2004 nur wenige Tage vor ihrem 80. Geburtstag an Krebs. In Anerkennung an ihre Arbeit hatte sie im Jahr 1997 einen Living Legend Award des National Black Theater erhalten.

## Theaterstücke

### Schauspieler (Auswahl)
- 1963: In White America (Off-Broadway)
- 1971/72: Ain't Supposed to Die a Natural Death (Broadway)
- 1987: Richard II (Off-Broadway)
- 1987: One Two Three Four Five (Off-Broadway)
- 1990: The American Plan (Off-Broadway)
- 1994: Night Seasons (Off-Broadway)
- 1995: The Young Man from Atlanta (Off-Broadway)
- 1997: The Young Man from Atlanta (Broadway)
- 2000: A Lesson Before Dying (Off-Broadway)

### Regie
- 1984: Ain't Supposed to Die a Natural Death (Chicago, Creative Arts Foundation)

## Filmografie (Auswahl)
- 1974: Die Geschichte der Jane Pittman (The Autobiography of Miss Jane Pittman)
- 1974: Spieler ohne Skrupel (The Gambler)
- 1974: Stoppt die Todesfahrt der U-Bahn 123 (The Taking of Pelham One Two Three)
- 1975: Mandingo
- 1976: Sparkle
- 1978: Oliver’s Story
- 1979: Nicht von schlechten Eltern (Rich Kids)
- 1980: Die Machtprobe (Hide in Plain Sight)
- 1987: Karriere mit links (From the hip)
- 1988: Stars and Bars – Der ganz normale amerikanische Wahnsinn (Stars and Bars)
- 1990: The Ambulance
- 1991: Harlem Action – Eine schwarze Komödie (A Rage in Harlem)
- 1991: Ein Vermieter zum Knutschen (The Super)
- 1992: Malcolm X
- 1994: The Last Good Time
- 1994: 2 Millionen Dollar Trinkgeld (It Could Happen to You)
- 1995: Dangerous Minds
- 1995: Jefferson in Paris
- 1996: Lone Star
- 1996: She’s the One
- 1997: Clover (TV)
- 1997: Alone (TV)
- 1997: Echt Blond (The Real Blonde)
- 1998: Simon Birch
- 1999: Mickey Blue Eyes
- 1999: Hurricane (The Hurricane)

## Auszeichnungen
- 1972: Theatre World Award für Ain't Supposed to Die a Natural Death
- 1972: Nominierung für den Tony Award als Beste Nebendarstellerin für Ain't Supposed to Die a Natural Death
- 1991: Nominierung für den Soap Opera Digest Award für Springfield Story
- 1997: Living Legend Award des National Black Theater